# Bogpropeller

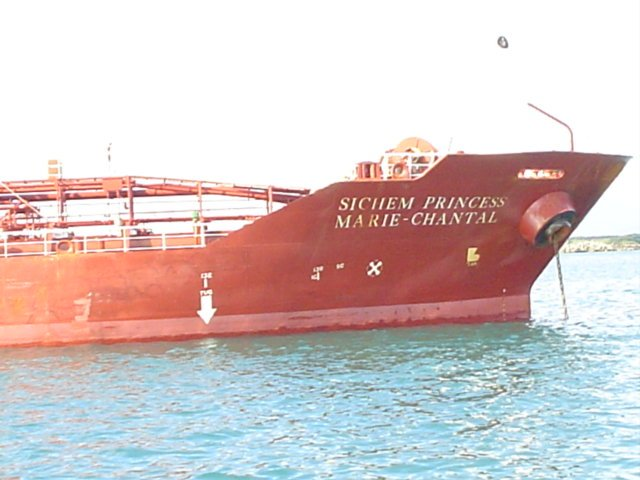
Fartyg utrustat med bogpropeller, under bokstaven R i MARIE kan man se symbolen som indikerar att fartyget är utrustat med bogpropeller.

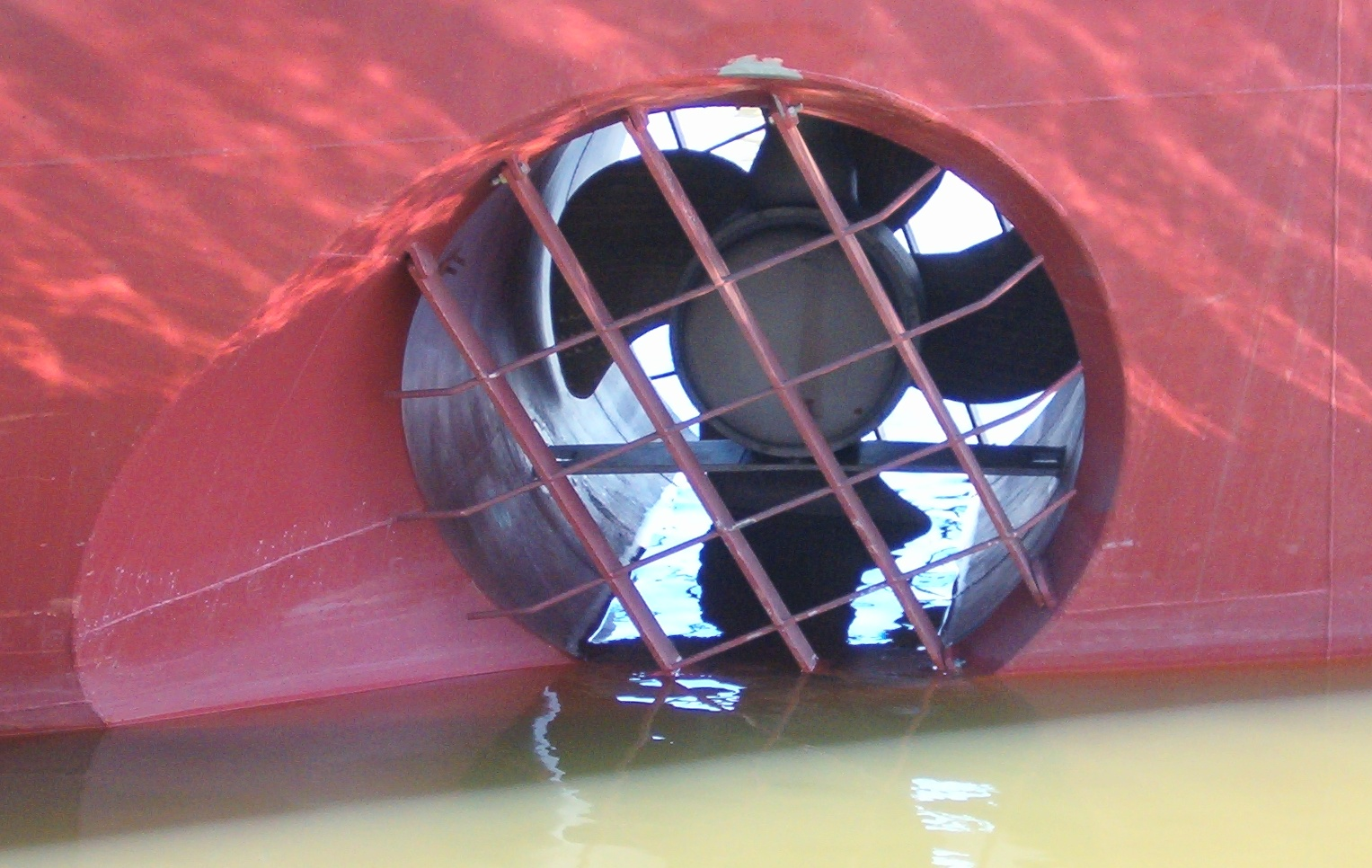
Här syns de typiska fyra bladen i en bogpropeller.

Bogpropeller är en propeller som sitter monterad i fartygets för, vanligtvis i en tunnel tvärskepps tvärs genom skrovet. Den ökar manövreringsförmågan kraftigt och gör det lättare att gå in i hamnar och andra trånga passager.
Ursprungligen var det framför allt fartyg med snäva tidtabeller, såsom passagerarfartyg som utrustades med bogpropeller. Det förekommer även att fartyg som ursprungligen byggdes utan bogpropeller har fått sådana eftermonterade vid varvsbesök.

## Tekniken
Eftersom skrovet är i vägen får man inte motsvarande vattenflöde som det som framdrivningspropellrarna ger i kölens riktning. Då fören oftast är väldigt smal, är det i regel endast möjligt att låta drivaxeln gå vågrätt parallellt med fartygsbottnen. Rörelsemomentet uppstår i stället av att bogpropellern förflyttar vattenmassor från ena sidan av skrovet till den andra, och därigenom skapar ett undertryck på ena sidan och övertryck på den andra. Propellern sitter i en liten tunnel, och har vanligtvis fyra blad. 
På bryggan har man ett joystickreglage, där man varierar propellerstigningen. Riktningen på vattenflödet varierar beroende på propellerbladens riktning. På en del större fartyg kan man se en kombination av två eller flera bogpropellrar, detta för att få större effekt. 
Ett problem med bogpropellrar är att det kan vara svårt att applicera tillräcklig motorstyrka i det begränsade utrymmet. Ett annat problem är att den fungerar endast i hastigheter under cirka 2 knop. I högre hastigheter händer ingenting då bogpropellern körs. Kombinationen av roderpropeller i aktern och bogpropeller ger vanligtvis den bästa manövreringsförmågan på fartyg med vanligt standardskrov.